# Regno di Württemberg

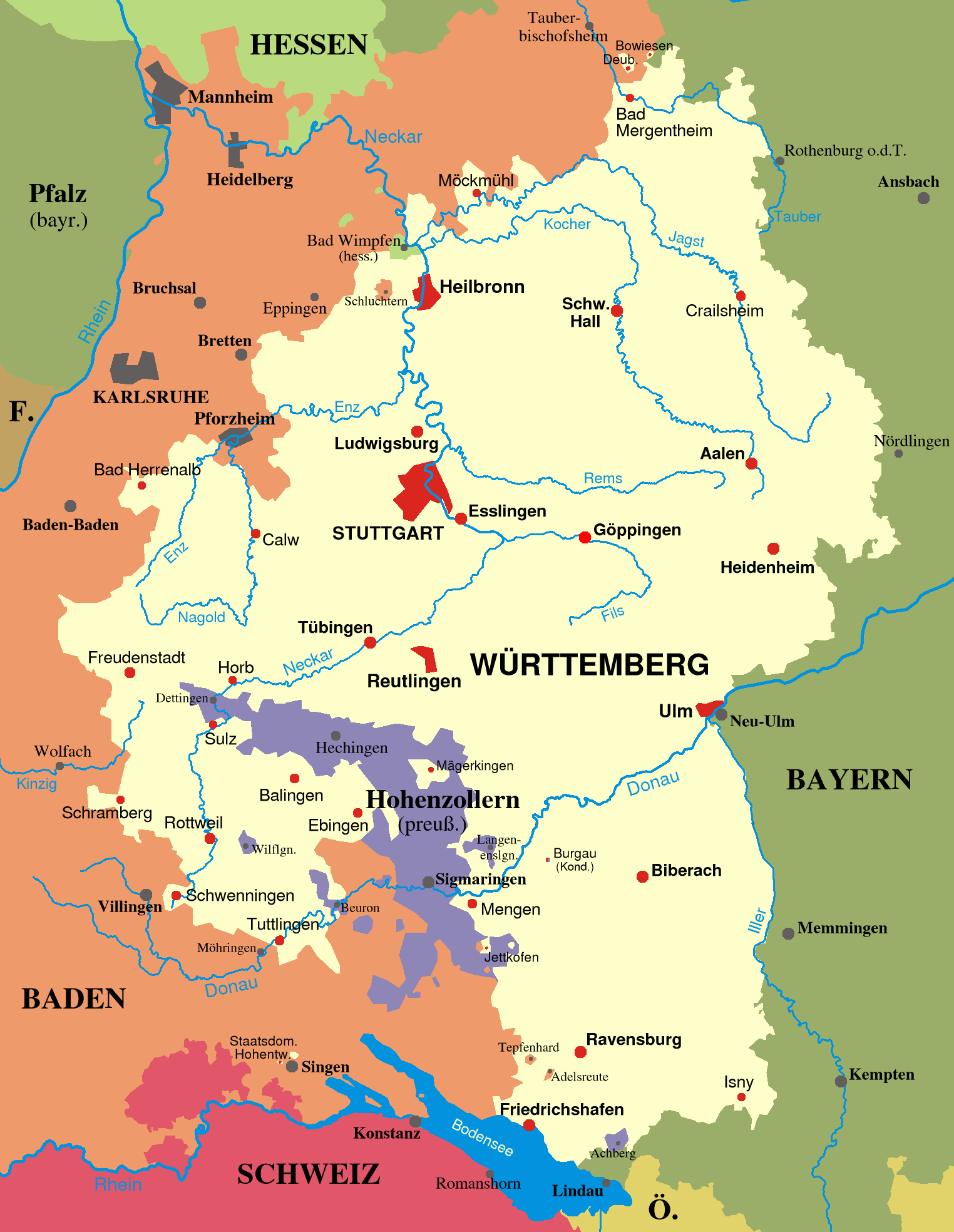
Württemberg 1810-1945

Il Regno di Württemberg è stato un reame tedesco sorto a seguito dell'elevazione dell'Elettorato del Württemberg (già Ducato di Württemberg fino al 1803) a regno, avvenuta il 1º gennaio 1806, e dissoltosi in conseguenza dell'abdicazione del suo ultimo re, Guglielmo II di Württemberg (9 novembre 1918).

## Geografia
Il Regno di Württemberg aveva un'estensione nord-sud di circa 225 chilometri e una larghezza massima sull'asse est-ovest di 160 chilometri. I confini avevano una lunghezza totale di 1 800 chilometri. La superficie totale era di 19 508 chilometri quadrati. A est il Württemberg confinava con il Regno di Baviera, a nord e a ovest con il Granducato di Baden e a sud al 1850 con i principati di Hohenzollern-Sigmaringen e Hohenzollern-Hechingen, che facevano parte della Prussia, che poi le mediatizzò a sé stessa. Sul confine con il Baden e con gli stati degli Hohenzollern vi erano diverse enclavi ed exclavi, che portavano lo stato ad allungarsi sino al lago di Costanza.
La parte meridionale del paese era essenzialmente collinare e montuosa con valli e altipiani e pertanto il clima era sostanzialmente quello mitteleuropeo. Centralmente invece si trovava il distretto della Foresta Nera, con abbondanti precipitazioni. I fiumi più importanti erano il Neckar, con i suoi affluenti tra cui il Fils, l'Enz, lo Jagst, il Tauber e il Danubio. La particolarità del territorio ha creato un naturale bacino minerario.

## Storia

### Dal Ducato al Regno
A seguito degli accordi presi nel 1805 con Napoleone Bonaparte, fra i quali anche il matrimonio della figlia del duca Federico III, Caterina, con il fratello dell'imperatore francese, Girolamo Bonaparte, il ducato fu elevato al rango di regno (1º gennaio 1806). Accanto all'"Antico Württemberg" protestante si affiancarono, nel regno di recente istituzione, numerosi territori cattolici, cosicché il nuovo re perseguì una politica di equiparazione dei diritti. L'alleanza con Napoleone consentì a Federico una certa libertà di governo in politica interna, il cui scopo fu l'ammodernamento dello stato e l'abolizione dei privilegi della Ehrbarkeit nell'"Antico Württemberg" e quelli della antica nobiltà nei territori di nuova acquisizione.
La costituzione del vecchio stato fu radicalmente modificata e il paese fu uniformemente organizzato, ricevendo una rigida e illuminata amministrazione. Il precedente Consiglio segreto fu rimpiazzato come autorità governativa da un ministero statale e Federico I divenne il fondatore del moderno Stato del Württemberg. Nel 1806 il Württemberg entrò a far parte della Confederazione renana, sotto il protettorato di Napoleone.
Il legame con la Francia napoleonica impose al Württemberg la partecipazione alle successive campagne francesi. Alla campagna di Russia del 1812-1813 il Württemberg partecipò con 15 800 uomini, di cui solo 300 circa ritornarono.

### Dopo il Congresso di Vienna
Dopo la caduta di Napoleone, il Congresso di Vienna confermò le recenti acquisizioni territoriali del Württemberg, nonostante le proteste dei principi esautorati poco più di dieci anni prima, confermandogli la dignità di regno..
A Federico I successe il 30 ottobre 1816 il figlio Guglielmo I (1781–1864) e si ebbe un cambio di politica interna. Guglielmo concesse un'amnistia, abbassò le imposte e nel 1819 approvò una riforma dell'amministrazione sulla base delle moderne costituzioni. Insieme alla moglie Caterina, figlia dello zar Paolo I, Guglielmo sviluppò già nel primo anno di regno una politica di sostegno alle necessità economiche dei ceti più deboli, cui la moglie si dedicò particolarmente fino alla sua morte, avvenuta il 9 gennaio 1819 all'età di trent'anni. Il regno fu organizzato in circondari amministrativi per meglio governare sui nuovi territori e svincolarli dagli antichi legami storici: Neckar (Ludwigsburg), Foresta Nera (Reutlingn), Danubio (Ulma), Jagst (Ellwangen), con alcune exclave nel Baden e nell'Hohenzollern.
In politica estera Guglielmo perseguì, senza raggiungerla, una più stretta unione con la Russia e il suo figlio e successore Carlo I sposò il 13 luglio 1846  la granduchessa Ol'ga, figlia dello zar Nicola I e Alexandra Fedorovna.

### Nascita della Germania
Carlo I, salito al trono nel 1864, era un sostenitore della costituzione di uno stato nazionale tedesco, che nel 1871 fu realizzato con la regia del cancelliere Otto von Bismarck. Nei termini della convenzione di quell'anno le truppe del Württemberg formarono il XIII Corpo d'armata della Germania imperiale.
La politica di potenza del paese e della casa regnante, che si accompagnò alla fondazione del Reich, fu compensata da una presa di coscienza dell'identità württemburghese. Il Württemberg era già organizzato, alla costituzione del Reich, come sistema a monarchia costituzionale, al pari della Prussia e di altri stati tedeschi.
Il regno terminò con la sconfitta degli stati centrali nella prima guerra mondiale e l'ultimo re Guglielmo II abdicò il 9 novembre 1918.

## Re del Württemberg

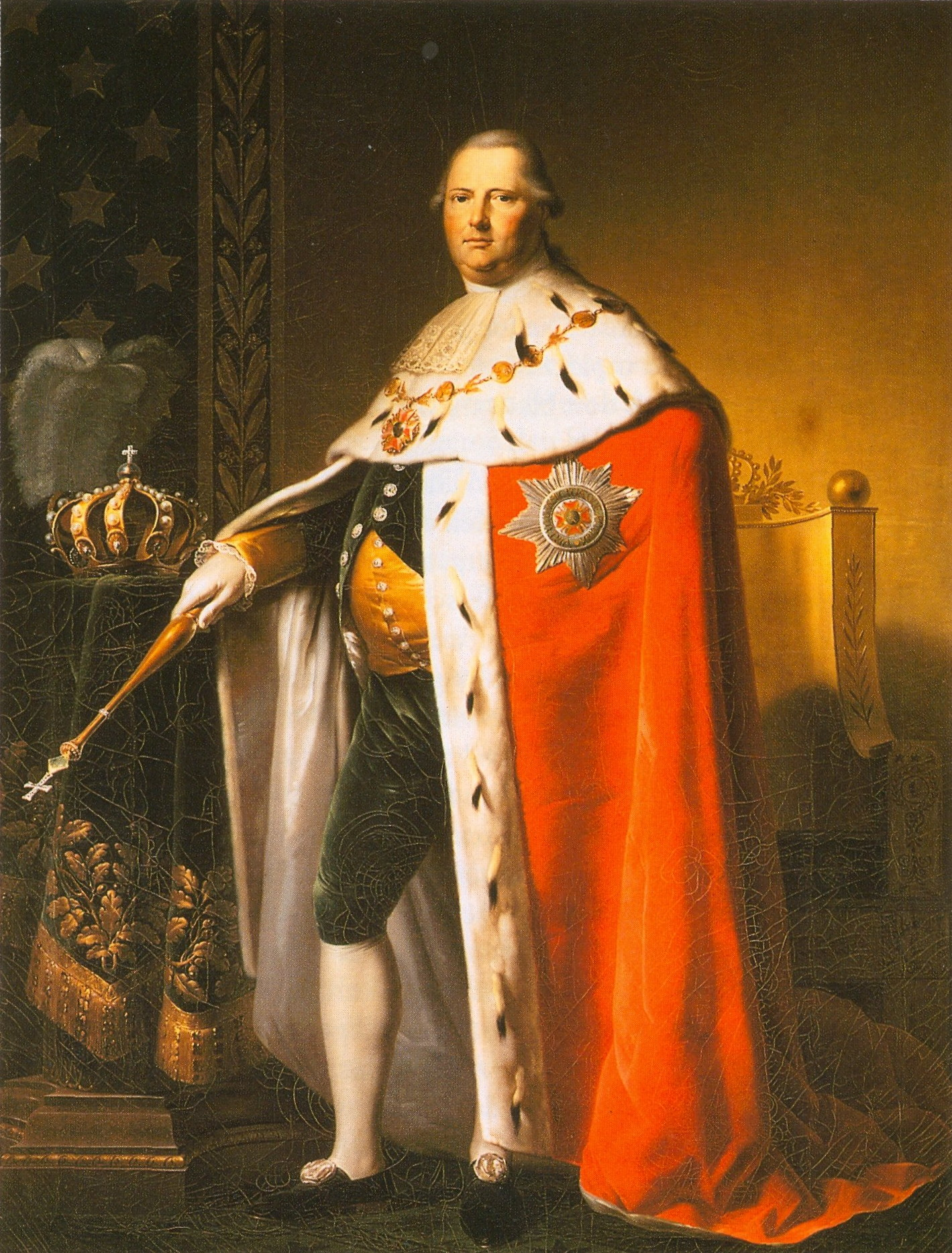
Federico I del Württemberg, concludendo dei patti con Napoleone Bonaparte, riuscì a far elevare il proprio stato al rango di Regno

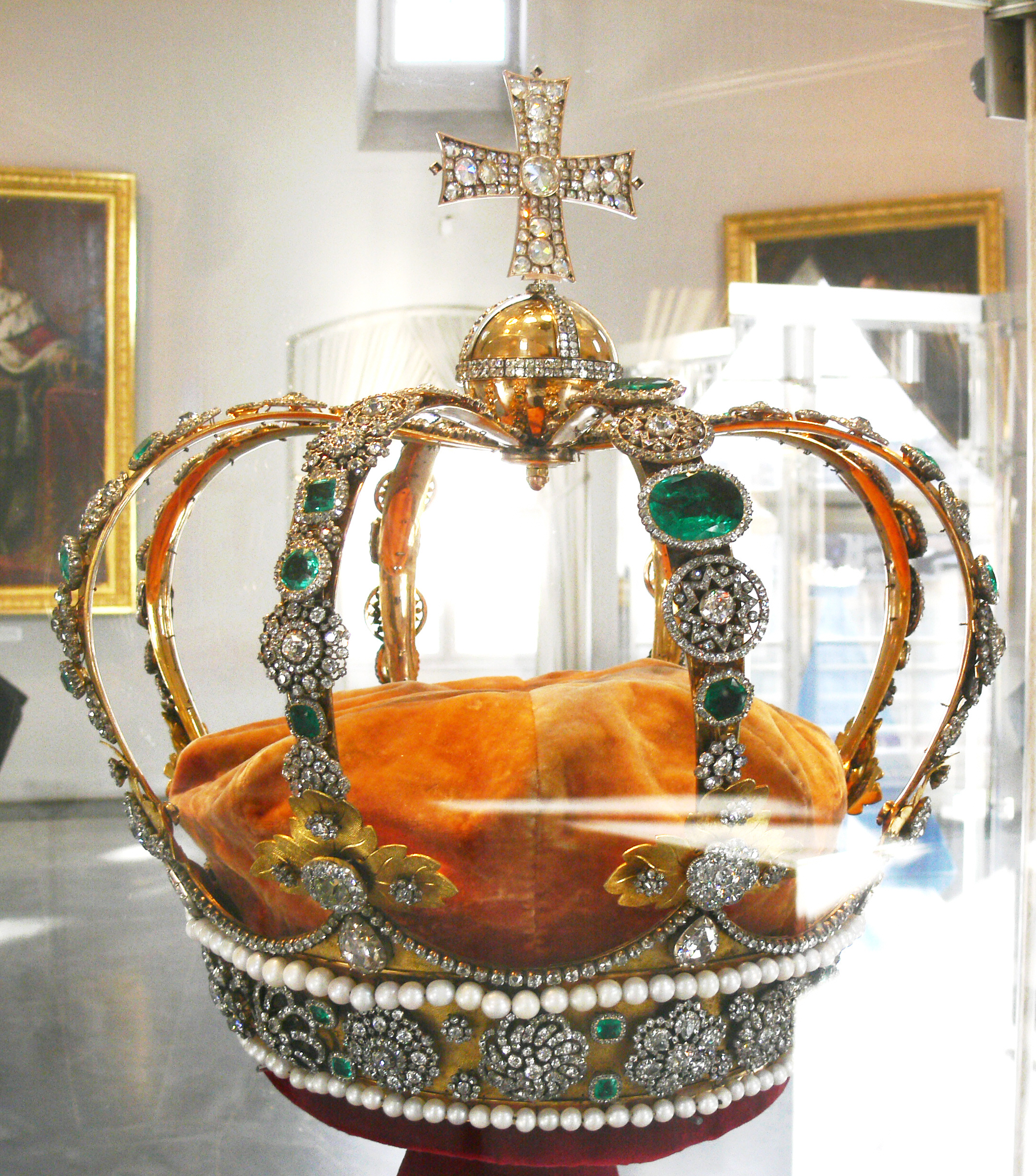
La corona reale del Württemberg

| Immagine | Nome         | Regno     | Note |
| -------- | ------------ | --------- | --- |
|          | Federico I   | 1800-1816 | Già duca di Württemberg, elevato a re secondo le convenzioni con Napoleone Bonaparte                             |
|          | Guglielmo I  | 1816-1864 | Figlio del precedente                                                                                            |
|          | Carlo I      | 1864-1891 | Figlio del precedente                                                                                            |
|          | Guglielmo II | 1891-1918 | Figlio di Federico Carlo (nipote di Re Federico I). Abdica nel 1918 con la capitolazione dell'Impero di Germania |

## La Costituzione del Württemberg
Approvata il 25 settembre 1819, quando il Württemberg divenne monarchia costituzionale, fu emendata nel 1868, nel 1874 e ancora nel 1906, ma la base rimase sempre quella originaria. Il potere legislativo era affidato a due camere, quella alta (Kammer des Standesherren) e quella bassa (Abgeordnetenhaus). Ciascun membro delle due camere doveva aver compiuto almeno 25 anni di età. Il re nominava il presidente della camera alta ma, a partire dal 1874, ogni camera elesse il proprio presidente. Il parlamento del Württemberg durava in carica sei anni e il suffragio era esteso a ogni cittadino maschio di almeno 25 anni d'età.
La camera alta era costituita da:
- Principi di sangue reale adulti.
- Capi delle famiglie nobili del rango di Conte (Graf) o superiore.
- Rappresentanti dei territori (Standesherrschaften) che già possedevano voti nella vecchia Dieta Imperiale o in quella locale.
- Membri (non più di sei) di nomina regia.
- Otto membri di rango di cavaliere.
- Sei dignitari ecclesiastici.
- Un rappresentante dell'Università di Tubinga.
- Un rappresentante dell'Università di Tecnologia di Stoccarda.
- Due rappresentanti del commercio e dell'industria.
- Due rappresentanti dell'agricoltura.
- Un rappresentante dell'artigianato.

La camera bassa era costituita da 92 membri:
- 63 rappresentanti provenienti dalle divisioni amministrative (Oberamtsbezirke).
- Sei rappresentanti della città di Stoccarda, eletti con il metodo proporzionale.
- Sei rappresentanti, uno per ciascuna, delle sei città capoluogo di provincia.
- 17 membri eletti con il metodo proporzionale dalle due divisioni elettorali (Landeswahlkreise).

Il più elevato potere esecutivo era nelle mani del Ministero di Stato (Staatsministerium) che presiedeva i sei ministeri:
- Giustizia
- Affari esteri e della casa reale (con competenza anche sul patrimonio del re, sulle ferrovie, poste e telegrafo)
- Affari interni
- Affari ecclesiastici e istruzione pubblica
- Guerra
- Finanze

Il regno aveva anche un Consiglio Privato, costituito dai ministri e da alcuni consulenti nominati (wirkliche Staatsräte), che consigliavano il sovrano. I giudici di una Corte Suprema di Giustizia, chiamata Corte dei tribunali di Stato (Staatsgerichtshof, che era il "guardiano" della Costituzione), erano in parte eletti dalle camere e in parte nominati dal re. Ciascuna delle due camere aveva il diritto di sfiduciare i ministri.
Il regno era suddiviso in quattro dipartimenti o circoli governativi (Kreise), ciascuno con un proprio governo, suddivisi in sessantaquattro divisioni (Oberamtsbezirke), dotate di un Consiglio locale (Amtsversammlung):
- Neckar (Ludwigsburg)
- Foresta Nera (Reutlingen)
- Jagst (Ellwangen)
- Danubio (Ulma)

Con la costituzione dell'Impero Germanico nel 1871, il Württemberg ne divenne membro con diritto a quattro voti nel Consiglio Federale (Bundesrat) e 17 nella Dieta (Reichstag).
Il regno in tempo di guerra poteva mettere in campo circa 25 000 uomini suddivisi in fanteria (una divisione e tre compagnie), cavalleria (due squadroni, una divisione), artiglieria (sei batterie, tre compagnie e tre batterie di fortezze), uno stato maggiore con circa trenta ufficiali.

## Amministrazione religiosa
Il diritto di guida delle chiese del regno era in capo al re, che aveva anche, fino a che esso appartenne alla confessione protestante, il controllo dei diritti spirituali della Chiesa. La comunità protestante era controllata (sotto la competenza del Ministero della religione ed educazione) da un concistoro e da un sinodo. Il primo comprendeva un presidente, nove consiglieri e sei sovrintendenti generali o prelati dalle sei città maggiori, mentre il secondo era un consiglio rappresentativo che comprendeva membri sia laici sia religiosi.
La Chiesa cattolica nel regno rispondeva al vescovo di Rottenburg, nella provincia ecclesiastica dell'arcidiocesi di Friburgo in Brisgovia. Politicamente obbediva a un consiglio cattolico nominato dal governo.
L'ebraismo fu regolato dal 1812 da un consiglio nominato dallo stato (Oberkirchenbehörde).

## Istruzione
Il regno impose l'alfabetizzazione universale (capacità di leggere e scrivere) dall'età di dieci anni. Ginnasi e altre scuole secondarie esistevano in tutte le grandi città, mentre ogni comune aveva la scuola primaria. Vi erano pure numerose scuole e collegi femminili. 
I gradi più elevati d'istruzione erano gestiti dalle Università degli Studi di Tubinga, dall'Università Tecnologica di Stoccarda, dal collegio veterinario della stessa città, come pure da quello commerciale. In Hohenheim esisteva un collegio agricolo. Il Württemberg aveva anche una scuola di viticoltura.